# سن-ادوارد-دو-ماسکینونژه، کبک
سن-ادوارد-دو-ماسکینونژه (به فرانسوی: Saint-Édouard-de-Maskinongé) شهری در منطقه شهری ماسکینونژه ناحیه موریسی در استان کبک کانادا است. در سرشماری سال ۲۰۱۱ این شهر ۷۷۶ نفر جمعیت داشته‌است و مساحت آن ۵۵٫۰۶ کیلومتر مربع است.